# Federación Internacional de Deportes para Ciegos
La Federación Internacional de Deportes para Ciegos (en inglés: International Blind Sports Federation - IBSA) es el nombre que recibe la federación internacional de deportes para personas con ceguera. Fue fundada en 1981 en París y tiene su sede en Madrid, España. Cuenta con 109 federaciones nacionales afiliadas. Integra el Comité Paralímpico Internacional (IPC). Entre las competencias que organiza se destacan los Juegos Mundiales de la IBSA, cuya tercera edición se realizó en Brasil, en 2007.
IBSA fue reconocida por la Unión Mundial de Ciegos en 1992.

## Fines
Para la IBSA "el deporte (es) el mejor medio de promoción de la imagen integradora de las personas con discapacidad y ciegas en particular, ayudando a superar su minusvalía potenciando su autoestima, capacidad de superación y normalización en su entorno, y en definitiva, su plena realización".

## Sistema de Clasificación IBSA por grado de discapacidad
La IBSA ha desarrollado un sistema de clasificación de los atletas, en tres niveles, según el grado de discapacidad visual, con el fin de organizar competencias equilibradas y adaptar las reglas e instalaciones. Los tres niveles, denominados B1, B2 y B3 son:
- B1: Totalmente o casi totalmente ciego; desde no percepción de luz a percepción de luz pero inhabilidad para reconocer la forma de una mano.
- B2: Parcialmente vidente; capaz de reconocer la forma de una mano hasta una agudeza visual de 2/60 o un campo visual de menos de 5 grados.
- B3: Parcialmente vidente; agudeza visual desde 2/60 a 6/60 o un campo visual desde 5 a 20 grados.

## Actividad
La IBSA organiza y regula el deporte de las personas con discapacidades visuales en las siguientes áreas:
1. Ajedrez
2. Atletismo adaptado
3. Ciclismo
4. Diez Bolos
5. Esquí alpino
6. Esquí de fondo
7. Fútbol 5 adaptado
8. Golbol
9. Judo adaptado
10. Natación adaptada
11. Nueve Bolos
12. Levantamiento de potencia adaptado
13. Showdown
14. Tiro
15. Tiro con arco
16. Torball

## Juegos

### Juegos Mundiales IBSA
Los Juegos Mundiales IBSA es un evento multi-deportivo para personas ciegas y ambliopes organizados por la Federación Internacional de Deportes a Ciegas, que se realizan aproximadamente cada cuatro años. En 1998 se realizaron los primeros, sucedidos por los realizados en 2003, 2007, 2011 y 2015. Los sextos Juegos Mundiales IBSA se realizaron en 2023.
| Edición | Año  | Anfitrión   | Fecha                   |
| ------- | ---- | ----------- | ----------------------- |
| 1       | 1998 | , Madrid    | 18–26 de julio          |
| 2       | 2003 | , Quebec    | 5–10 de agosto          |
| 3       | 2007 | , São Paulo | 28 de julio-8 de agosto |
| 4       | 2011 | , Antalya   | 1–10 de abril           |
| 5       | 2015 | , Seúl      | 8-18 de mayo            |
| 6       | 2023 | Birmingham  | 14-27 de agosto         |

### IBSA World Youth Games (WYC)
- Main Article :IBSA World Youth Games
- Former name : IBSA World Youth and Student Games

| Edition | Year | Host               | Dates           | Sports |
| ------- | ---- | ------------------ | --------------- | ------ |
| 1       | 2005 | , Colorado Springs | August 4-10     | 5      |
| 2       | 2007 | , Colorado Springs | July 11–17      | 5      |
| 3       | 2009 | , Colorado Springs | July 15–20      | 3      |
| 4       | 2011 | , Colorado Springs | July 13–18      | 3      |
| 5       | 2013 | , Colorado Springs | September 13–15 | 2      |
| 6       | 2015 | , Colorado Springs | July 26–30      | 1      |
| 7       | 2017 | , Budaors          | July 1–9        | 1      |

- 2013 also IBSA Para Pan-American Games.
- 2009 and 2011 in judo and golbol and Athletics and 2013 in judo and golbol, 2015 and 2017 only in golbol.
- https://web.archive.org/web/20120702142551/http://www.ibsa.es/eng/competiciones/historicoFechas.asp
- http://www.ibsa.es/eng/competiciones/historico.asp?id=6&anio=2005  - 2005 and 2007 Sports : Athletics, Golbol, Judo, Powerlifting, Swimming
- https://konanjudo.org/2010/11/26/2011-ibsa-world-youth-and-student-championships/
- http://www.ibsasport.org/news/307/2013-ibsa-para-pan-american-games-and-world-youth-and-student-games-results Archivado el 17 de diciembre de 2017 en Wayback Machine.
- http://www.ibsasport.org/calendar/615/2015-ibsa-world-youth-games-goalball-championships Archivado el 25 de septiembre de 2018 en Wayback Machine.
- http://www.ibsasport.org/news/1235/final-results-2017-ibsa-goalball-world-youth-championships Archivado el 9 de diciembre de 2017 en Wayback Machine.
- https://web.archive.org/web/20170902074459/http://usaba.org/index.php/sports/past-events/
- https://usaba.org/files/uploads/2011_WYC_Medal_Count.pdf (enlace roto disponible en Internet Archive; véase el historial, la primera versión y la última).  - 2011 Medal Table

## World Blind Championships
- Main Article : World Blind Championships

The World Blind Championships is an international sports competition for Blind athletes. The International Blind Sports Federation (IBSA) is the main governing body responsible for the organization of World Blind Championships. Some of sports have not separate World Blind Championships and part of World Para Championships. Also some of sports have a independent organization different from IBSA.

### IBSA World Championships
| Number                | Event                                     | First Edition | Last Edition |
| Main Sports           | Main Sports                               | Main Sports   | Main Sports  |
| --------------------- | ----------------------------------------- | ------------- | ------------ |
| -                     | World Blind Athletics Championship        | *             | *            |
| -                     | World Blind Swimming Championship         | *             | *            |
| -                     | World Blind Cycling Championship          | *             | *            |
| 1                     | World Blind Shooting Championship         | 2002          | 3th (2016)   |
| Combat & Power Sports |                                           |               |              |
| -                     | World Blind Taekwondo Championship        | *             | *            |
| 2                     | World Blind Judo Championship             | 1987          | 9th (2018)   |
| 3                     | World Blind Powerlifting Championship*    | 2003          | 14th (2018)  |
| Team Sports           |                                           |               |              |
| 4                     | World Blind Football Championships        | 1998          | 6th (2014)   |
| 5                     | World Golbol Championships                | 1978          | 11th (2018)  |
| 6                     | World Torball Championships               | 2004(3)       | 5th (2015)   |
| Winter Sports         |                                           |               |              |
| -                     | World Blind Alpine Skiing Championship    | *             | *            |
| -                     | World Blind Nordic Skiing Championship    | *             | *            |
| -                     | World Blind Snowboard Championship        | not yet       | not yet      |
| Other Sports          |                                           |               |              |
| 7                     | World Blind Ninepin Bowling Championships | 2007          | 3rd (2015)   |
| 8                     | World Blind Tenpin Bowling Championship   | 2002          | 5th (2017)   |
| 9                     | World Blind Chess Championship            | 2016          | 2nd (2018)   |
| 10                    | World Showdown Championships              | 2005          | 4th (2017)   |

- 1- Part of IBSA World Games (have not separate World Championships).
- 2- Part of UCI Para-cycling Track World Championships and IBSA World Games (have not separate World Championships).
- 3- Part of World Para Taekwondo Championship (have not separate World Championships).
- 4- Powelifting & Bench Press.
- 5- Part of World Para Alpine Skiing Championship & World Para Nordic Skiing Championships (have not separate World Championships). Nordic Skiing = Biathlon & Cross Country Skiing[6][7]

- Results :
- http://www.ibsasport.org/sports/athletics/results/ Archivado el 8 de octubre de 2018 en Wayback Machine.
- http://www.ibsasport.org/sports/swimming/results/ Archivado el 5 de octubre de 2018 en Wayback Machine.
- http://www.ibsasport.org/sports/shooting/results/ Archivado el 29 de diciembre de 2018 en Wayback Machine.
- http://www.ibsasport.org/sports/judo/results/
- http://www.ibsasport.org/sports/powerlifting/results/ Archivado el 29 de septiembre de 2018 en Wayback Machine.
- http://www.ibsasport.org/sports/football/results/ Archivado el 20 de junio de 2019 en Wayback Machine.
- http://www.ibsasport.org/sports/goalball/results/ Archivado el 16 de septiembre de 2016 en Wayback Machine.
- http://www.ibsasport.org/sports/torball/results/ Archivado el 18 de octubre de 2018 en Wayback Machine.
- http://www.ibsasport.org/sports/showdown/results/ Archivado el 22 de septiembre de 2018 en Wayback Machine.
- http://www.ibsasport.org/sports/ninepin-bowling/results/ Archivado el 3 de julio de 2019 en Wayback Machine.
- http://www.ibsasport.org/sports/tenpin-bowling/results/ Archivado el 25 de octubre de 2018 en Wayback Machine.
- http://www.ibsasport.org/sports/chess/results/ Archivado el 4 de septiembre de 2018 en Wayback Machine.
- http://www.ibsasport.org/news/1004/ibsa-chess-world-championships-confirmed Archivado el 14 de diciembre de 2018 en Wayback Machine.
- http://www.ibsasport.org/calendar/667/ibsa-tenpin-bowing-singles-worldchampionships Archivado el 14 de diciembre de 2018 en Wayback Machine.
- http://www.ibsasport.org/sports/other-sports/ Archivado el 23 de septiembre de 2018 en Wayback Machine.
- http://www.worldtaekwondo.org/para/ Archivado el 27 de febrero de 2019 en Wayback Machine.

### Part of World Para Championships (non-IBSA World Championships)
| Number                | Event                                  | First Edition | Last Edition |
| Main Sports           | Main Sports                            | Main Sports   | Main Sports  |
| --------------------- | -------------------------------------- | ------------- | ------------ |
| 1                     | World Blind Archery Championship       | -             | -            |
| 2                     | World Blind Cycling Championship       | -             | -            |
| Combat & Power Sports |                                        |               |              |
| 3                     | World Blind Taekwondo Championship     | -             | -            |
| Team Sports           |                                        |               |              |
| Winter Sports         |                                        |               |              |
| 4                     | World Blind Alpine Skiing Championship | -             | -            |
| 5                     | World Blind Nordic Skiing Championship | -             | -            |
| 6                     | World Blind Snowboard Championship     | not yet       | not yet      |
| Other Sports          |                                        |               |              |
| 7                     | World Blind Equestrian Championship    | -             | -            |
| 8                     | World Blind Rowing Championship        | -             | -            |

- http://www.worldrowing.com/para-rowing/

### World Blind Championships (Other Organization/non-IBSA World Championships)
| Number | Sport   | Organisation                           | Web                                                                               |
| ------ | ------- | -------------------------------------- | --------------------------------------------------------------------------------- |
| 1      | Tennis  | International Blind Tennis Association | http://ibta-takei.com/                                                            |
| 2      | Bowls   | International Blind Bowls Association  | http://www.blindbowls.org/ Archivado el 4 de junio de 2014 en Wayback Machine.    |
| 3      | Golf    | International Blind Golf Association   | https://web.archive.org/web/20161224042219/http://www.internationalblindgolf.org/ |
| 4      | Sailing | Blind Sailing International            | http://www.blindsailinginternational.com/                                         |

- http://www.ibsasport.org/sports/other-sports/ Archivado el 23 de septiembre de 2018 en Wayback Machine.